# クラッシュ・バンディクー (ゲーム)
『クラッシュ・バンディクー』（Crash Bandicoot）は、ソニー・コンピュータエンタテインメント（現・ソニー・インタラクティブエンタテインメント）が発売したPlayStation用のアクションゲーム。クラッシュ・バンディクーシリーズの第1作。

## 概要
クラッシュ・バンディクーシリーズの1作目で、基本的な要素は完成しているものの、本作でのステージはマップ制になっていて2以降のように自由に選ぶことができないようになっているため、基本的に1本道で進むようになっている。ただし、本作のみの要素としてカギが隠されており、カギを入手することでマップ内に隠しステージへ行くルートが追加されてそこへ行くことができる。
アクションは移動とジャンプとスピンアタックだけである。これは攻撃アクションの数を『ソニック・ザ・ヘッジホッグ』と『スーパードンキーコング』の中間の2つにしたかったからである。そのため、スピンアタックは本作のみ○ボタンでも使えるようになっている。
ステージの序盤から難所の連続で、セーブが「タウナのボーナスチャレンジをクリアする」か「アイテムを入手する」（2種）の3つしかないため、シリーズの中で最も難しい作品になっている。また、タウナのボーナスチャレンジは一度失敗するとゲームオーバーにならない限り再挑戦できない。ボーナスチャレンジは欲張るとクリアが難しい構成になっているため、ボーナスを取るかセーブを取るかという取捨選択も必要となる場合がある。そのため、2以降はセーブはいつでもできるようになるなど、ゲームバランスを見直している。

## ストーリー
科学者・ネオ・コルテックスとその参謀・ニトラス・ブリオは、オーストラリア南部のとある島にやってきた。彼らは自然豊かな島を改造し、冷たい鉄の島に変えてしまった。さらに島の動物達を洗脳することで自分の軍隊を作り、世界を征服しようとするが、洗脳光線が未完成であったために洗脳された動物達はただ凶暴になるばかりであった。元々島の暴れん坊だったクラッシュ・バンディクーも同じように洗脳光線を受けたものの、なんとか悪の心から支配される前に、コルテックスの城から脱出することに成功する。しかしクラッシュの恋人・タウナは囚われの身となってしまった。クラッシュは島の精霊・アクアクと共にタウナを救い、コルテックスの野望を阻止するための冒険に出る。

## 主な登場キャラクター
担当声優は「現地版 / 日本版」の順で記載。
クラッシュ・バンディクー
声 - ブレンダン・オブライエン / 山口勝平
アクアク
タウナ・バンディクー
ネオ・コルテックス
声 - ブレンダン・オブライエン / 飯塚昭三
ニトラス・ブリオ
声 - ブレンダン・オブライエン / 小形満
パプパプ
リパー・ルー
ピンストライプ
コアラコング

## アイテム
リンゴ
ステージの至る所に浮いているアイテムであり、100個集めると残り人数が一人増える。スピンアタックが当たると飛んで行ってしまう。海外版ではWumpa Fruitという架空のフルーツとして扱われており、リンゴと公言されていない。
クラッシュプレート
取ると残り人数が一人増える。スピンアタックが当たると飛んで行ってしまう。
タウナプレート、ブリオプレート、コルテックスプレート
一部ステージに3枚あり、すべて取得するとボーナスチャレンジに挑戦できる。タウナのプレートのステージはセーブポイントも兼ねており、クリアするとそのステージまでのセーブが可能。ただし、タウナのボーナスチャレンジをプレイできるのは一回きりである。
ブリオのボーナスチャレンジでは何度でも挑戦でき、コルテックスのボーナスチャレンジではクリアするまでは再度挑戦できる。ブリオボーナスチャレンジは難易度の高いステージとなっており、クラッシュプレートが多く手に入る代わりに、クリアしても特に何も起こらない。
コルテックスボーナスチャレンジは後述のカギを入手できるが、クラッシュプレートは入手できない。ブリオ以外のボーナスチャレンジをクリアするか、タウナのボーナスを失敗した場合、そのステージでの対応するプレートは2度と出現せず、次のプレイ以降は箱やC箱に変化する。
カギ
コルテックスボーナスチャレンジに出現し、取得するとマップ内の分岐のもう一方にある隠しステージに行くことができる。
ダイヤ
ステージ中の箱をすべて壊してクリアすると取ることができ、ダイヤを入手するとセーブできる。次回作以降とは異なり、今作は基本的にノーミスで行く必要がある。中には赤・青・黄・橙・緑・紫のカラーダイヤを取得できるステージもあり、それらによって出現する足場に乗らなければダイヤを取得できないステージもある。全て取得すると、とあるステージの隠し通路が完成し、グッドエンディングが見られる。
海外版では単純にGem（宝石）と呼ばれている。
木箱
板が×の形に張られて補強されている、ごく普通の真四角の木箱。リンゴが1個または8個入っている。
シマ箱
板が斜めではなく縦に張られ、縞模様に見える箱。踏みつけまたは頭突きでぽんぽん跳ねる。一回跳ねるごとにリンゴが1個得られる。最高10個得られる。スピンアタックで壊した場合には何も手に入らない。
1UP箱
クラッシュの顔が描かれた箱。クラッシュプレートが一個入っている。
一度壊した際は、再度その場所にはこの箱は配置されずに代わりに？箱が配置される。
アクアク箱
アクアク顔が描かれた箱。アクアクが1枚入っている。本作のアクアクは基本的にリンゴと同じように出てくるようになっているため、スピンアタックが当たると飛んでいってしまう。2以降は原則自動取得するようになった。
アクアク
最大で3枚まで重ねることができ、2枚までは、クラッシュがダメージを受けた時に取得した枚数分ダメージを防いでくれる。3枚では一定時間無敵状態となって、近づくと自動的に敵を倒したり、箱を壊したりできるようになり、アイテムの取得判定が広がる。時間切れになると2枚所持している状態に戻る。
日本版のみ、一部場所や、同じ場所で複数回取得した場合を除き、そのステージやボス戦などの助言が表示される。また、今作のみ、暗闇ステージでは取得して一定時間明かりを照らしてもらえるが、枚数を重ねることができないため1回ダメージを受けただけで消えてしまう。今作のみ日本版に限り、最初のコースでは開始と同時に自動的に取得し、ついて来てくれる。
C箱
「チェックポイント」。壊れるのではなく箱が開く形で作動し、ミスをした時、最後にC箱を壊した場所からやり直すことができるが、本作では壊した箱が全てリセットされてしまう。
↑箱
黄色い上向きの矢印が描かれた箱。踏むと高く飛び上がれる。×ボタンを押し続けると、より高く飛べる。スピンアタックで壊せるが、中には何も入っていない。
？箱
黄色い？マークが描かれた箱。基本的にリンゴかクラッシュプレートが入っている。タウナやブリオやコルテックスのプレートが入っていることもある。
バクダン箱
爆弾が描かれた赤い箱。踏むと3秒後に爆発する。攻撃すると即爆発してダメージを受けてしまう。
ブロック
全面を鉄で覆われ、何をやっても絶対に壊れない金属のブロック。足場として利用できる。
↑ブロック
黄色い上向きの矢印が描かれた金属のブロック。×ボタンを押し続けると、より高く飛べる。着地時にスピンアタックを使用すると、飛び跳ねずにその場にとどまることができるようになる。
！ブロック
黄色い！マークが描かれたブロック。踏むか攻撃するとスイッチが入り、何かが起こる。

## ステージ
- ジャングル…鬱葱とした森に原住民が罠をしかけている。
- 砦…原住民が太陽を崇めているため、高層ビルのように高い。原住民がいて平和と動物を愛するはずだが、クラッシュのことを嫌ってるため、苦しめてくる。
- 川…上流へと進むことになり、足場が滑り易い。ピラニアや人喰い花などがいる。
- 遺跡…古代文明の建物。内部には洗脳された動物や罠が存在する。
- 神殿…古代文明の建物。遺跡より暗く罠も設置されており、見えない足場もあるためより進みにくくなっている。
- 吊り橋…朽ち果てた吊り橋でとても崩れやすい。暴走イノシシもいるが味方ではない。
- 工場…鉄の島の入り口にあり、熱くなっているパイプや機械がある。
- 研究所…コルテックスの部下の研究員やスライムなどが行く手を阻む。

## 乗り物
暴走イノシシ
クラッシュが上にまたがり、突っ走る。

## 海外版との違い
本作では日本版と海外版でいくつか異なる箇所が存在する。
アクアクの助言
日本版では特定の場所でアクアクを取得すると、そのステージ・ボス戦の助言や隠しコースなどのヒントを字幕表示で教えてもらえるが、海外版では身代わりのみの役割となり、助言はない。
箱の配置数・タウナプレートの数
本作はシリーズの中で最も難しい作品のため、日本版ではクラッシュプレート、タウナプレートや1UP箱、アクアク箱が多めに配置されている。それにより、日本版では特定のステージでタウナのボーナスチャレンジをクリアすると、先のステージではタウナのボーナスチャレンジに挑戦することができなくなる。
一部において箱の配置が異なる
一部のステージにおいて箱の種類の配置が異なる箇所が存在する。
バクダン箱のデザインが異なる
日本版ではバクダン箱には爆弾の絵が描かれているが、海外版では「TNT」という文字になっている。　　
パプパプの体力値が異なる
海外版ではボスのパプパプの体力が3に設定されているが、日本版では5に増加している。
一部のステージが狭くなっている
海外版では「さかなにきをつけろ」、「じょうりゅうをめざせ」のステージが日本版より若干狭くなっている等、一部においてステージの面積が狭くなっており日本版より難易度が高くなっている。
一部のステージの順序が入れ替わっている
日本版は、いせきの島に「あらしのこじょう」、てつの島に「ゆうやけのはいきょ」が配置されているが、海外版はいせきの島に「ゆうやけのはいきょ」、てつの島に「あらしのこじょう」となっており、日本版では難易度を考慮してステージが入れ替わっている。
一部のステージのゴールまでの距離が異なる
海外版では「カメカメジャンプ」のステージの距離が日本版より約半分長くなっている。
タウナのボーナスチャレンジ・一部のボス戦のBGMが異なる
海外版と日本版ではタウナのボーナスチャレンジや、コアラコング、ピンストライプ、ニトラス・ブリオ、ネオ・コルテックスのボス戦のBGMが異なっている。SCEJ側から「タウナのボーナスチャレンジのBGMが古めかしい」「ボス戦のBGMが暗い」と要望があったため。ニトラス・ブリオとネオ・コルテックスのボス戦のBGMはボーナスチャレンジのものが使用されている。
一部のステージで入手可能なダイヤの種類が異なる
一部のステージにおいてパーフェクトクリア時に獲得できるダイヤが異なる。
パーフェクトクリアの扱いが異なる
日本版ではステージ内でミスをし、箱がリセットされても箱をすべて壊せばパーフェクトクリアとなるが、海外版では1度ステージに入りミスをすると、リセットされた箱を含めてすべて壊してもパーフェクトクリアにならない。
パスワード機能搭載
海外版ではパスワードを入力することでゲームを続きから再開できるパスワード機能が搭載されている。
ただし、日本版でも隠しコマンド（上、上、下、下、左、右、左、右、左、右、○）によりパスワードを入力することは出来る（PS1版のみ）。

## 開発

### コンセプト
ユニバーサル・インタラクティブのマーク・サーニーに『ウェイ・オブ・ザ・ウォリアー』を発表する前、ノーティードッグは同社に向けて新規タイトル3作を開発する契約を結んだ。
1994年8月、ジェイソン・ルービンとアンディ・ギャビンはマサチューセッツ州ボストンからカリフォルニア州ロサンゼルスに住居を移した。
引っ越す前、ガビンとルービンは、ガビンのMIT時代の友人であるデイヴ・バゲットを雇った。（ただし、バゲットがフルタイムの労働者として勤務したのは1995年1月になってからである。）
移動中、ガビンとルービンはアーケードゲームについて熱心に研究しており、レース、シューティング、そして格闘ゲームの分野では3Dレンダリングの導入が始まっていることに気付いた。その一方で、二人は自分たちが好きな、キャラクターを主体としたアクション・プラットフォームゲームに目を向け、3Dレンダリングでこのようなゲームを作ってみてはどうかという考えにたどり着いた。
プレイヤーは嫌でもキャラクターの後ろを見続けなくてはいけないため、このゲームの構想は「ソニックの尻ゲー」（"Sonic's Ass Game"）という冗談めいた仮称がつけられた。本作を含む『クラッシュ・バンディクー』シリーズの基本的な技術は二人がインディアナ州ゲーリーにいるときに作られ、本作における大まかな理論はコロラド州の近くにいるときに作られた。二人は、遺伝子的に恐竜と融合した科学者が出てくるタイムトラベルものの横スクロールゲームAl O. Saurus and Dinesteinのゲームデザインとしてこれらの構想を使うのを取りやめた。
1994年、ノーティードッグはカリフォルニア州ユニバーサルシティに本社を移し、そこで当時ユニバーサル・インタラクティブの幹部だったマーク・サーニーと出会った。「ソニックの尻ゲー」構想は満場一致で迎えられ、ゲームシステムといった内容の話へと進んでいった。3DO、Atari Jaguar、セガ32X、セガサターンは開発キットが魅力的ではなく売り上げも悪いため見送られた。一方、ソニーのPlayStationは魅力的なコンソールがありながらも、他社に対抗できるようなマスコットキャラクターがいないため、対応機種はPlayStationに決まった。ソニーとソフトウェア開発契約を結んだ後、ノーティードッグは 35,000ドル を支払って開発キットを購入し、1994年9月にそのキットを受け取った。また、開発費用として170万ドルを受け取ったほか、かつてサンソフトでゲームディレクターを務めたことのあるデイヴィッド・シラーがプロデューサーとして迎えられた。

### キャラクター・美術
開発に当たり、ノーティードッグは「かわいらしいがあまりよく知られていない実在の動物」という共通点を持つセガのソニック・ザ・ヘッジホッグとワーナー・ブラザースのタズマニアンデビルのデザインの背景について調査した。開発チームはタスマニアの哺乳類図鑑を購入し、その中からウォンバット、ネズミカンガルー、バンディクートを候補にあげた。ガビンとルビンは操作キャラクターに「ウィーリー・ザ・ウォンバット」（"Willie the Wombat"）という仮称をつけたが、間抜けな名前に聞こえてしまうことと、すでにゲーム以外のところで使われていたため、正式名称として使用されることはなかったが、1994年10月の時点ではバンディクートをキャラクターとして採用することが決まったものの、正式名称の決定までには至っていなかったため、「ウィーリー・ザ・ウォンバット」が仮称として使われることはあった。本作より前に発売された作品のキャラクターの声が、そのキャラクターの魅力を削ぐようなものだったことから、無口なキャラクターを主人公に据えることが決まった。悪役は、ガビンとルービンとバゲットとサーニーがユニバーサル・インタラクティブの近くにある「平凡な」イタリア料理店で食事をしていた時に作られた。ガビンは「自分の考えと子分たちのことで頭がいっぱいな、大きな頭を持つ悪の天才」というキャラクター案を立てた。テレビアニメ『ピンキー&ブレイン』のファンだったルービンは、『ロジャー・ラビット』に出てくるイタチのキャラクターのような子分を従える、「さらに邪悪なブレイン」を想像した。ガビンが自分の頭の中で描いた悪役を意識しながら「間抜けな悪役」の声を演じた後、本作の悪役となるネオ・コルテックスが誕生した。本作の視覚的な要素を強化するために、デビッド・シラーはエポック・インクのジョー・ピアソンを採用し、今度はピアソンがAmerican Exitusのチャールズ・ゼンビラスを呼び寄せた。ピアソンとゼンビラスは毎週のようにノーティードッグとキャラクターやゲーム環境の構築について会議を行った。メインキャラクターがタスマニア生まれということから、ゲームの舞台はあらゆる環境が混在するミステリアスな島に決まり、悪役であるネオ・コルテックスのような悪の天才がその島を手に入れることに固執する理由がつけられた。ゲームのレベル設計に当たり、ピアソンはゲーム環境のスケッチを描き、それからゲーム内における個々の要素のデザインや作成に取り掛かった。ピアソンはゲームの世界を自然豊かで植物の生い茂るものにしたいと考え、直線や直角といったものを完全に排除しようと試行錯誤を重ねた。1995年1月、ルービンはプログラムチームと美術チームの比率について考えるようになり、ボブ・ラフェイとテイラー・クロサキを美術チームに引き入れた。あるノーティードッグの美術スタッフは、モデリング前に背景における各オブジェクトのスケッチをした。ノーティードッグの複数の美術スタッフは、テクスチャの利点を最大限に生かし、ジオメトリ（座標設定）の手間を省くことができた。目を引いたりジオメトリを分割するために、闇や光の配列が行われた。美術スタッフは、眼を細めながらスケッチをしたり、テクスチャを貼ったり、光量値だけで遊べるようにレベル調整を行った。"Lost City"と"Sunset Vista"のステージテーマを作る際、美術スタッフは互いに引き立て合うような色の組み合わせを選んだ。コルテックスが拠点とする城の内部は彼の心の中を反映したようなデザインにされた。
ルービンによると、ゲーム内のソースコードの記述が行われる前、美術スタッフが本作のビジュアル面を構成するのに8か月かかったとされている。

### グラフィック
PlayStationには512×240ピクセルのビデオモードがあり、通常はテクスチャ用に用意されているVRAMをかなり使ってしまうものの、テクスチャを貼らずにシェーディングのみ適用したポリゴンを細部まで鮮明にレンダリングするには効率的だった。キャラクターのポリゴンは大きさが僅か数ピクセルであるため、シェーディングしたキャラクターのほうがテクスチャを貼ったものよりも見栄えが良くなることをルービンは指摘した。そのため、テクスチャ能力よりも表示ポリゴン数に重きが置かれた。これによりプログラマーは、テクスチャ補正やポリゴンクリップ（切り抜き）などのPlayStationに欠けている機能を補うことに労力をかけずに済んだ。ゲームの見た目をカートゥーン風にするため、1ジョイントの関節を組み合わせる標準的なスケルタルアニメーションではなく、モーフィングで用いられる vertex animation が採用された。これによりプログラマーはPowerAnimatorで用いられる、より洗練された3〜4ジョイントの vertex animation が使えるようになった。しかしPlayStationではこれをリアルタイムで計算できなかったため、全ての頂点情報を30フレーム毎秒で事前計算したものをメモリに格納するという手法が採られた。ガビン、バゲット、セルニーの3人はこのアニメーション用に頂点情報を圧縮伸張するプログラムをアセンブリ言語で開発することを試み、セルニーが最終的に、複雑ではあったが最良のものを作り上げた。
ゲームに見られる詳細なグラフィックを得るため、ルービン、ガビン、バゲットの3人は『DOOM』以降に制作されたビデオゲームにおける視程計算を研究し、広範囲な視程の事前計算でさらに大量のポリゴンがゲーム内でレンダリング可能になるはずだと結論付けた。フリーローミング（自在に動く）カメラ制御実験を経て、彼らはキャラクター（の横や正面や後ろ姿）を追いかけて通常はキャラクターを見せながら世界中にある「トラック（スタートからゴールまで）」を移動する分岐レールカメラにグラフィックを設定した。一度に画面に表示可能なポリゴンは800個だけだったため、ゲーム内風景の一部は同環境にある樹木、崖、壁、ねじれや曲がりを利用して隠されていく。製作にはシリコングラフィックスとIRIXをベースとしたパイプライン処理ツールを使っていたため、プログラマーは当時標準だった3,000ドルのパーソナルコンピュータではなく、10万ドルのシリコングラフィックス製ワークステーションを使用した。ガビンは、512×240ビデオ モードで残されたテクスチャのメモリが少なすぎるという事実に対処するテクスチャ詰め込みのアルゴリズムを創作した。一方でバゲットは、128メガバイト（MB）のレベルを12MBに減らし、PlayStationの2MBランダムアクセスメモリとの互換性を持たせる双方向コンプレッサ（エンコーダ＆デコーダ）を創作した。作成された最初のテストレベルでは PowerAnimatorへとロードができず、16個のチャンクに分割する必要があるほど大きいことが判明した（分割した各チャンクも、256MBの機器でロードに約10分かかった）。この状況を改善するため、バゲットはレベルのコンポーネント部分がテキストファイルに入力されるDLEというレベル設計ツールを創作し、そのパーツがどう組み合わされるかを示す一連のAdobe Photoshopレイヤーと組み合わせた。ゲームのキャラクターとゲームプレイをコード化するため、ガビンとバゲットはLISP構文を使ってプログラミング言語「ゲーム指向オブジェクトLISP（GOOL）」を創作した。

### レベル設計
最初に作られた2つのステージは、開けすぎていたうえにポリゴンの数が多すぎるため、製品版には搭載されなかった。1995年の夏、開発チームは機能的で楽しいステージを作ることに力を注ぎ、コルテックスの工場のステージをこの目標に近づけることにした。この機械的なステージを制作した結果、開発チームは複雑怪奇で自然豊かな森のデザインから離れることから出来、作品をより楽しくするために二軸的なゲームプレイを少しずつ設計していった。
その後新たに作られたステージはそれぞれ"Heavy Machinery"と"Generator Room"として採用された。このステージは2.5次元で描かれており、蒸気孔や落下する床、トランポリン、前後にうろつく敵キャラクターなど、『スーパードンキーコング』にもみられる基本的な技術が使われており、これらすべてをうまく組み合わせるとゲームの進行に合わせて難易度が上がっていく仕組みが作られた。主人公がジャンプしたりスピンしたりぶつかったりする動作はこれら2つのレベルで改善されている。"Cortex Power"はプレイヤーが主人公を肩越しで見るという『ソニックの尻ゲー』の要素を盛り込んだ最初の試作ステージの要素を受け継いでいる。
3つのステージが作り終わった後、ジャングルをテーマとしたステージが採用され、このステージはのちに"Jungle Rollers"と名付けられた。このステージは試作ステージを基にしており、森の中の細長い道を走っていくものである。
これらのステージが作られた後、それぞれのテーマに沿ったステージが2〜3作られた。各ワールドの最初のステージはそのワールドの入門編に位置しており、後半のステージには動く床などの新たな障害物が追加された。
ルービンはテストプレイを中で、Playstationが一度にわらわらと敵を沸かすほどの処理能力を持っていないがゆえに、誰もいないエリアが多数あることと、テストプレイヤーがあまりにも早く仕掛けを解けてしまうことに気付いた。この対策として、ボーナスアイテムである"Wumpa Fruit"（リンゴ）が導入されたが、それだけでは面白くならなかった。1996年1月のある土曜日、ルービンが単純な箱の3DCGモデルと爆発するTNT箱のモデルを作り、さっとテクスチャを貼りつけ、ガビンがその箱のコードを書いた。その6時間後、ゲームの中に最初の箱が導入され、数日の間にステージ中に箱が配置された。ゲーム終盤のステージを作成する際、クロサキは難易度曲線を理解しないままステージを難しくすることを重視していた。その結果、ステージの制作に時間がかかり、完成させることができなかった。このステージは"Stormy Ascent"と呼ばれており、ワールド「てつの島」にある「あらしのこじょう」をさらに難しくした内容となっており、長さもほかのステージの4倍である。
"Stormy Ascent"は正式には採用されなかったものの、ステージのデータを消去するとソフトに影響が出る可能性があるため、このステージのデータをディスク内に残したまま、本作は製品として欧米に向けて出荷された。
2017年に本作のリマスター版である『クラッシュ・バンディクー ブッとび3段もり!』が発売された際、リマスター仕様の"Stormy Ascent"が日本国外向けの無料DLCとして配信された。その後、日本でも「あらしのこじょう」というステージ名で8月3日から期間限定の無料DLCとして配信された。

### ポストプロダクション
1995年9月、アンディ・ガビンとテイラー・クロサキは、2日間かけて本作のフッテージをもとに2分間のプロモーションビデオを制作し、ソニー・コンピュータエンタテインメントに見てもらうべく、わざとその会社にいる友人へビデオを流出させた。
マネージメント上の都合から、SCEが本作の発売を決定したのは1996年3月のことであり、アルファ版の制作に取り掛かったのは1996年4月のことであった。E3に向けた試遊版の準備期間中、開発チームは本作の主人公の名前を「クラッシュ・バンディクー」に決めた。デイヴ・バゲットとテイラー・クロサキによってつけられたこの名前のうち、バンディクーという苗字は彼の種族に由来するものである。クラッシュという名前は箱を壊す様子を直感的に示したものであり、他の候補としてはダッシュやバッシュ、スマッシュといったものがあった。ユニバーサル・インタラクティブのマーケティングディレクターであるケリー・フラハティーとノーティードッグとの間で主人公の名前の変更について論争があったものの、フラハティーはその後ガビンとルービンからの信用を失った。音楽は、『クラッシュ・バンディクー』のE3への出展直前に完成した。ユニバーサル・インタラクティブのプロデューサーは、従来の楽曲よりも、ガビンがランダムにならした効果音（例：鳥の鳴き声、クラクション、唸り声、屁など）をランダムに選んで組み合わせた音楽を「都会的で混沌に満ちた交響曲」としてBGMに使ってみてはどうかと提案した。結局この提案は却下され、シラーは楽曲制作会社Mutato Muzikaとその設立者であるマーク・マザーズボーを開発チームに紹介した。紹介を受けたマザーズボーは、『Johnny Mnemonic: The Interactive Movie』の音楽を手掛けたジョシュ・マンセルを『クラッシュ・バンディクー』の作曲家に起用した。
マンセルは、マザーズボーの指導の下でサウンドトラックのデモステージを作り、のちにこれは『クラッシュ・バンディクー』を形成するものとなり、マンセルがノーティードッグの6作品に携わるきっかけとなった。マンセルはマウス・オン・マーズやア・ガイ・コールド・ジェラルド、エイフェックス・ツイン、ホアン・アトキンスといったミュージシャンからインスパイアを受け、「単純ながらもどこか調子はずれな」メロディを目指した。デイヴ・バゲットがサウンドトラックのプロデュースを務め、効果音はユニバーサル・サウンド・スタジオのマイク・ゴロム、ロン・ホーウィッツ、ケビン・スピアーズの3人が担当した
キャラクターの音声はブレンダン・オブライエンが担当した。
ユニバーサル・インタラクティブは『クラッシュ・バンディクー』を自分たちのものにしようとしたが、ノーティードッグからE3の場でそのようなことは言わないでほしいと告げられた。また、E3で出展する予定だった、ノーティードッグのロゴの入ったパッケージの仮案や報道機関向け資料が流出し、ノーティードッグとユニバーサル・インタラクティブとの間で結ばれた契約違反であるとしてこれらの資料が使えなくなった。これについて、ジェイソン・ルービンは"Naughty Dog, creator and developer of Crash Bandicoot"と書かれた書類1,000部を作り上げ、E3の『クラッシュ・バンディクー』のブースの前に持っていった。それより前にルービンはユニバーサル・インタラクティブの幹部にフライヤーを渡して評価してほしいと頼んだ結果、代表を怒らせてしまった。1996年5月に開かれたE3にて『クラッシュ・バンディクー』は初めて報道機関の前に披露され、熱狂的な反応を得た。
1996年9月9日、北米にて『クラッシュ・バンディクー』が発売され、同年11月8日にはヨーロッパでも発売された。

### 日本版の発売
日本のソニー・コンピュータエンタテインメントへ本作を持っていく準備として、プログラマーのアンディ・ガビンは、1か月の間、日本のアニメや漫画を研究し、それらに関する英語の書籍を読み込み、日本の映画を鑑賞したり、他社のゲームのキャラクターの観察を続けた。ノーティードッグと日本のソニー・コンピュータエンタテインメントの初めての会議の中で、ソニー側の幹部はマリオと『ナイツ』とクラッシュを比較し、気づいた点をまとめた書類を手渡した。
本作そのものはグラフィック部門からは好意的な評価を得られた一方、メインキャラクターであるクラッシュ・バンディクーと非日本語圏における本作の立ち位置については厳しい意見が出、会議の中で特に印象が弱いという意見が相次いだのはキャラクターのレンダリング方法だった。第一回目の会議の後、ガビンは、レンダリングの専門家であるシャーロット・フランシスに会い、15分間彼女にクラッシュの表情の構造を修正してもらった。
SCEには英語を話せる社員がいなかったため、吉田修平は英語を話せるという理由で日本版プロデューサーとして起用された。吉田は「当時の海外製ゲームはグラフィックがきれいな一方、難易度の高さとつくりの粗さが指摘されていたため、『クラッシュ・バンディクー』を海外のゲームではなく日本のゲームとして売ることを考え、ノーティードッグから本作の日本語版の発売権を獲得したのち、ゲームの中身を日本人が遊びやすいようにアレンジした。日本版独自のアレンジとして、アクアクを取得するとステージやボス戦などの助言が出てくる機能が追加されたほか、ステージの内容や順序およびパーフェクトクリア条件の変更が施され、海外版にあったパスワードシステムが削除された。また、ボーナスアイテムである"Wumpa Fruit"はリンゴと訳された。
アレンジを加えた後も、吉田は日本版『クラッシュ・バンディクー』がヒットするかどうか不安に思い、遊園地など子どもが大勢いそうな場所で無料体験版を計10万枚配布した。テレビコマーシャルとしてムーンライダーズの岡田徹が作曲した『クラッシュ万事休す』をバックにクラッシュたちが踊る映像が使われたほか、クラッシュの着ぐるみが登場する実写CMもあり、中には60秒CMながらもゲーム映像が全く使われていないCMもあった。また、テレビコマーシャルで披露された踊りの教則ビデオの公開、さらには全国各地でクラッシュと一緒に踊るイベントなどが開催された。
日本版は1996年12月6日に発売され、1998年5月28日はThe Best for Family版が、2001年10月12日にはPS one Books版がそれぞれ発売された。

## 反響
本作は批評家から肯定的な評価を寄せられ、その多くがグラフィックに対するものであったGameFanのデイヴ・ハルバーソンは本作のビジュアルについて、「ゲームとして成立している作品の中で一番優れたグラフィック」と評し、主人公であるクラッシュのデザインとアニメーションについては100%完璧と評した。
Gaming Targetのジョン・スカルゾは本作の背景をカラフルでこまやかと評し、雪の降り積もる橋や寺院のステージが特によかったとした。その一方で、ボスキャラクターは通常のキャラクターよりも大きいため、ポリゴンが目立ったことについて指摘している。それでも、本作がまだ出たばかりの作品でありながらもグラフィックについてはほぼ完ぺきであるから、このような粗は許容範囲であるとしている。
Game Revolutionによせられたあるレビューでは、本作から技術の発展が見て取れることについて称賛されており、「かつて『スーパードンキーコング』が16ビットゲームにおいて革命を起こしたように、本作はPlayStation用アクションゲームにおける新たなスタンダードである」と述べている。そのレビュワーは、テクスチャマッピングの正確性と陰影のつけ方について絶賛しつつも、穴が影に見えてしまったりその逆の現象があったせいでゲームが難しく感じたと述べている。また、ポリゴンの動きの滑らかさや、クラッシュの予測もつかない動きにはいつも新鮮さを感じ、背景（特に滝のある背景）が息をのむほど美しかったと称賛している。その一方で、レビュワーはカメラアングルには改善の余地があるとしており、カメラは75度の角度からクラッシュを見下ろしているのに対し、クラッシュの動きは90度であるため、眼が少し疲れてしまうと述べた。
IGNに寄せられたあるレビューでは、「豪勢な背景と滑らかなアニメーションにより、本作はPlayStation用ソフトの中でも最も見栄えのするゲームソフトの一つとなった」と評されている。
ゲームシステムに関しては賛否両論だった。前述のジョン・スカルゾとGame Revolutionのレビュワーはともに本作を『スーパードンキーコング』と比較しており、スカルゾは本作のシステムを「ノーティードッグ式のゲームデザインもあって、個性的ながらも親しみやすい」と評価した一方、Game Revolutionのレビュワーは「プラットフォームゲームに新しいことを持ちこもうとして失敗している」と述べた。
IGNのレビュワーは、「驚くほど深いステージ」や「複数の視点を組み合わせ」を除いて、プラットフォームゲームのデザインとしては目新しいものところがないという評価を下した。
Destructoid.comのジム・スターリングは、発売直後からゲームの未熟さが目立っていた上、DUALSHOCKに対応していないことや、カメラアングルの悪さ、およびジャンプやスピン時の操作感覚が標準以下であると指摘した。
2003年11月の時点で、本作は世界中で680万枚を売り上げ、Playstation用ソフトの中で最も売れたゲームソフトの一つとなった。
本作の大ヒットに伴い、アメリカ合衆国ではSony Greatest Hitsとして再発売された。
NPD TRSTSのPlayStation用ソフト売り上げTOP20ランキングでは、1998年に圏外となるまでの2年間トップ20にランクインし続けた。
発売後、あるユーザーによって没ステージ"Stormy Ascent" が発見され、高難易度ステージとして知られる「あらしのこじょう」を上回る難易度が話題となり、のちにこのステージはリマスター版のDLCとして配信された。

### 日本での反響
日本では 500,000枚を売り上げ、Playstation Award1997では、日本国外のゲームとして初めて "Gold Prize" を受賞した。
本作の日本向け宣伝を行い、テレビCMなどでクラッシュの操演を担当した須貝正剛は、「当時はSNSがなかったので、イベント会場での子供たちの熱狂ぶりからCMの効果を感じ取った」と振り返っている。